# A Hintze Ribeiro híd katasztrófája

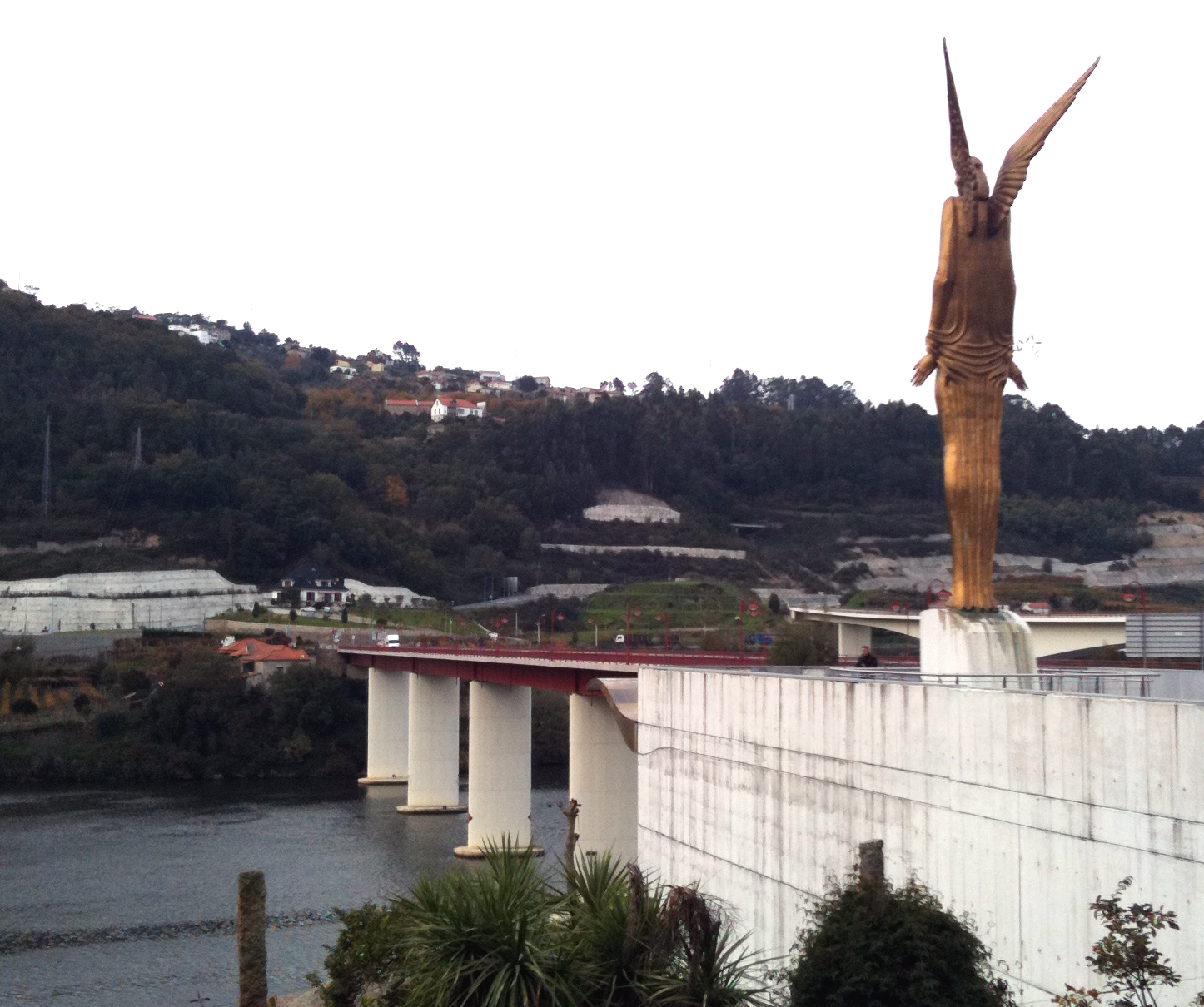
Az egykori híd helyén épült új híd és a tragédia áldozatai emlékművének környéke (2010)

A Hintze Ribeiro híd katasztrófája 2001. március 4-én éjjel következett be, amikor a vasbeton szerkezetű Hintze Ribeiro híd leszakadt Castelo de Paiva községben, Aveiro kerületben, Portugáliában. A tragédiának 59 halálos áldozata volt, akik közül többen egy buszon utaztak a baleset pillanatában, valamint három autót is érintett a tragédia.
A Duero folyó gyors sodrása és az időjárási körülmények (vihar tombolt a katasztrófa idején) megakadályozták a mentőcsapatokat az azonnali mentés megkezdésében és emiatt az áldozatok belefulladtak a folyóba. Annak ellenére, hogy a baleset mintegy harminc kilométernyire a folyó tengeri torkolatától történt, számos áldozat testét sodorta ki a folyó a nyílt tengerre, melyeket később Spanyolország északi partvidékein, illetve egy áldozat holttestét Franciaország tengerpartján találták meg.
Néhány órával a baleset után a portugál közlekedési miniszter, Jorge Coelho lemondott tisztségéről. A következő héten tucatnyi hidat zártak le felújítási munkálatok miatt az országban. A portugál nemzetet széles körben megrázta az eset, a helyi hírcsatornák különkiadással jelentkeztek a tragédia kapcsán, valamint számos jótékonysági eseményt tartottak az áldozatok hozzátartozóinak megsegítése érdekében.
Az Ernesto Hintze Ribeiro (1849–1907) prominens portugál politikus nevét viselő hidat 1886-ban helyezték használatba. A 115 éves híd Castelo de Paiva és Entre os Rios közt ívelt át a Duero folyó felett. A híd összeomlását követően Castelo de Paiva lakosainak mintegy hetven kilométeres kerülőt kellett megtenniük, hogy eljussanak Portóba.
A híd összeomlását valószínűleg jelentős mértékben az okozta, hogy mintegy két évtizeden keresztül illegálisan homokot termeltek ki a pillérek közelében a folyó medréből, amely meggyengítette a híd pilléreit.

## Fordítás
- Ez a szócikk részben vagy egészben  a   Hintze Ribeiro disaster című angol Wikipédia-szócikk ezen változatának fordításán alapul.  Az eredeti cikk szerkesztőit annak laptörténete sorolja fel. Ez a jelzés csupán a megfogalmazás eredetét és a szerzői jogokat jelzi, nem szolgál a cikkben szereplő információk forrásmegjelöléseként.